# Приборжавське
Приборжа́вське (до 1960 року — За́днє) — село в Україні, в Хустському районі
(раніше Іршавському районі) Закарпатської області. Входить до складу Довжанської сільської громади.

Приборжавський серафимівський монастир

## Назва
Колишня назва — Заднє. У 1408 році вживалась назва Zadnya, в 1454 році — Zadnija, Zarnya, Zarnija. Назва Zárnya зареєстрована у 1901 році як офіційна назва. Існує кілька версій та народних переказів про виникнення назви села:
1. Село знаходилося в Мараморській жупі останнім, тобто заднім, що і призвело до назви Заднє.
2. У мальовничій долині річки Боржави проживали три брати. Двоє з них — в лісовій галявині біля води, вище за течією, а третій — нижче за течією, під горою. Двоє братів йдучи до третього говорили між собою йдуть до заднього (останнього) брата. Хоча пізніше й поселилися нові люди на березі річки, але традиція називати одного з братів Заднім збереглася. Доказом цього є згадка в письмових документах про село не Заднє, а Задній.
3. Село заснувала людина на прізвище Задняй, і від цього походить назва населеного пункту.

Село називалось Заднє до 1960 року. В 1961 році уже радянською владою село було перейменовано в Приборжавське, оскільки воно розтягнуто по берегу річки Боржава (при Боржаві).

## Історія
Вперше в письмових джерелах село Приборжавське згадується в 1409 році, коли село було подароване Федором Корятовичем родині волоських магнатів Долгаї за військові послуги. У 1416 році феодали з села Довге захопили Заднє. Але тоді не було визначено єдиного власника і сини Яноша Долгаї пишуть прохання на ім'я короля Угорщини Жигмонта про призначення їх законними спадкоємцями села. Один з братів побував у Будапешті і суперечка вирішилась на його користь. Грамота від 30 листопада 1417 р. свідчить, що король віддав наказ Лелеському конвенту офіційно оформити у власність села Довге, Заднє та полонину Кук за синами Яноша з Довгого. Виданий Лелеським Конвентом документ від 27 вересня 1418 року, що встановлював вартість та склад володінь Богдана, сина Яноша з Довгого (Ioannis de Dolha) (засудженого за насилля) та його родичів, свідчить про те, що в селі проживало 11 родин залежних селян, які тримали водяний млин на гірському потоці Бистрий і весь необхідний сільськогосподарський реманент. У тому ж 1418 році Богдан Долгаї за зраду королю був покараний тимчасовою конфіскацією усіх маєтків і земель на користь короля.
У 1795 році в селі проживали 778 греко-католиків, 40 юдеїв, 3 римо-католики.
1908 році — через Приборжавське прокладають Боржавську вузькоколійну залізницю.
У 1910 році в Приборжавському було 1801 мешканців — 1503 русинів, 263 швабів, 34 угорців. 1519 жителів були греко-католиками, 260 — юдеями, 16 — римо-католиками.

## Населення
Згідно з переписом УРСР 1989 року чисельність наявного населення села становила 3359 осіб, з яких 1638 чоловіків та 1721 жінка.
За переписом населення України 2001 року в селі мешкало 3585 осіб.

### Мова
Розподіл населення за рідною мовою за даними перепису 2001 року:
| Мова       | Відсоток |
| ---------- | -------- |
| українська | 98,91 %  |
| російська  | 0,92 %   |
| молдовська | 0,06 %   |
| угорська   | 0,06 %   |
| білоруська | 0,03 %   |
| румунська  | 0,03 %   |

## Відомі люди
- Ісак-Дурда Антоніна Іванівна — скульптор-художник.
- Мисла Мирослав Іванович — український військовик, молодший лейтенант, командир взводу окремої зведеної штурмової роти «Карпатська Січ» 93-ї ОМБр.
- Полончак Марина Іванівна  - Музикант, співачка, автор і виконавець власних пісень.
- Белович Ярослав  — український військовик 128 омбр.

## Туристичні місця
- Боржавська вузькоколійка
- полонина Кук
- долина Боржави

## Галерея

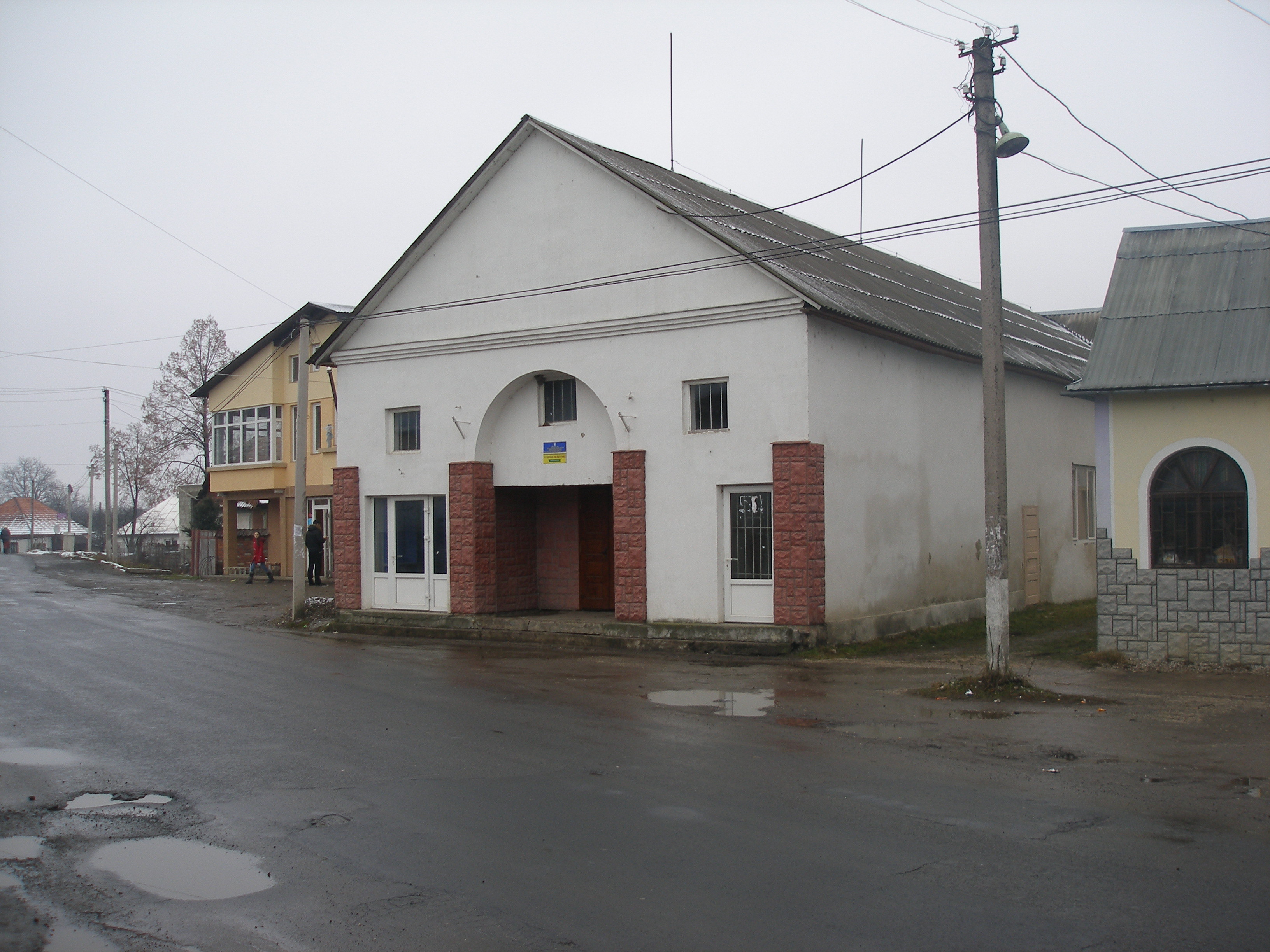
Колишня синагога
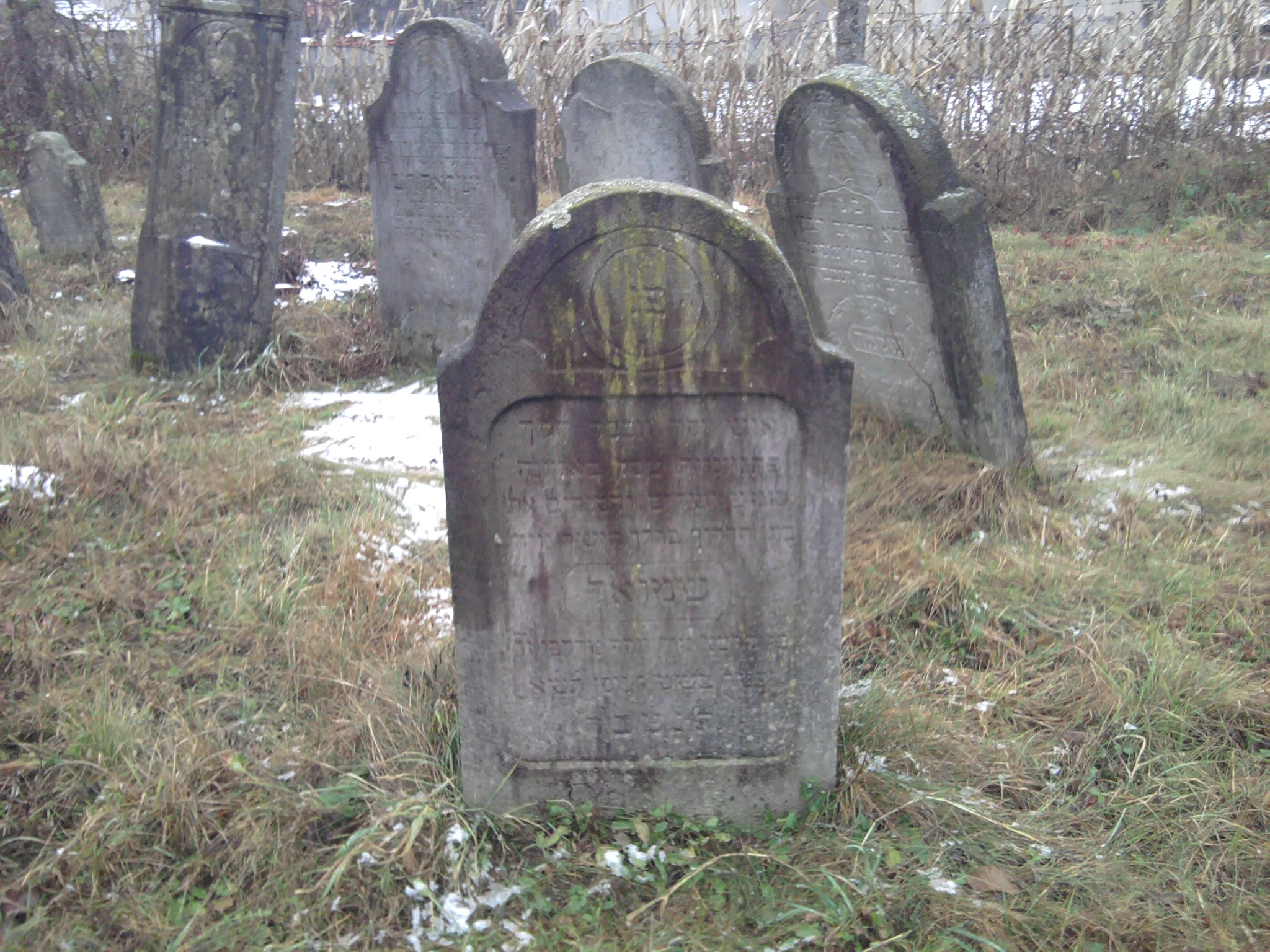
Єврейське кладовище